# Sinbad (actor)
David Adkins, más conocido por su nombre artístico Sinbad (Benton Harbor, Míchigan, 10 de noviembre de 1956), es un comediante y actor estadounidense. Llegó a ser conocido a finales de 1980 y comienzos de 1990 por sus dotes en series de televisión y por haber protagonizado algunas películas como El invitado, First Kid, El hijo del presidente y Un padre en apuros.

## Biografía
Sinbad nació en Benton Harbor, Míchigan, hijo de Martha y el Dr. Donald Adkins. Tiene cinco hermanos: Donna, Dorotea, Marcos, Miguel y Donald.
Sinbad egresó de la Benton Harbor High School, en donde formó parte de una banda de marcha y del club de matemáticas. 
Entre 1974 y 1978 asistió a la Universidad de Denver, en Denver, Colorado. Durante sus años como estudiante, integró el equipo de baloncesto de la institución, llegando a actuar en tres temporadas de la División I de la NCAA.

### Servicio militar
Sinbad sirvió en la Fuerza Aérea de los Estados Unidos como operador de micrófono a bordo de un KC-135. Sinbad solía ir al centro militar a hacer comedia de Stand-Up. Compitió como comediante/MC en el concurso de talentos de USAF en 1981. Al poco tiempo Sinbad fue despedido debido a su mala conducta y por salir sin permiso previo, lo que fue tomado como una deshonra.

## Carrera
Bajo el nombre profesional de Sinbad, comenzó su carrera apareciendo en Star Search. Sinbad ganó su ronda contra su compatriota el comediante Dennis Miller y pronto apareció en The Red Foxx Show, una comedia de breve duración, interpretando a Byron Lightfoot.
En 1987 Sinbad consiguió un papel en una serie de TV Un mundo diferente. Con el transcurso del tiempo Sinbad comenzó a mejorar su actuación, desde sus primeras experiencias como en la película El invitado. Luego demostró una actuación mayor en la película de 1996 Jingle All the Way, en la que trabaja junto a Arnold Schwarzenegger y en donde recibió críticas positivas por su ya dicha actuación.
En 1997 obtuvo un papel en una película de Nickelodeon llamada Buena Hamburguesa junto a Kenan Thompson y Kel Mitchell.

## Vida personal
Sinbad es también conocido como Simbad y se casó con Meredith Fuller en 1985. Tuvieron dos hijos y se divorciaron en 1992. Se volvió a casar con la misma mujer en 2002.